# Печера-грот Сюрень
Пече́ра-грот Сюре́нь — геологічна пам'ятка природи місцевого значення, розташована поблизу села Танкове Бахчисарайського району АР Крим. Створена відповідно до Постанови ВР АРК № 92 від 15 грудня 1964 року.

## Загальні відомості
Землекористувачем пам'ятки є Куйбишевська сільська рада, площа 1 га. Розташована в Бахчисарайському районі на південь від села Танкове Бахчисарайського району.

Площа пам'ятки природи 1 гектар.

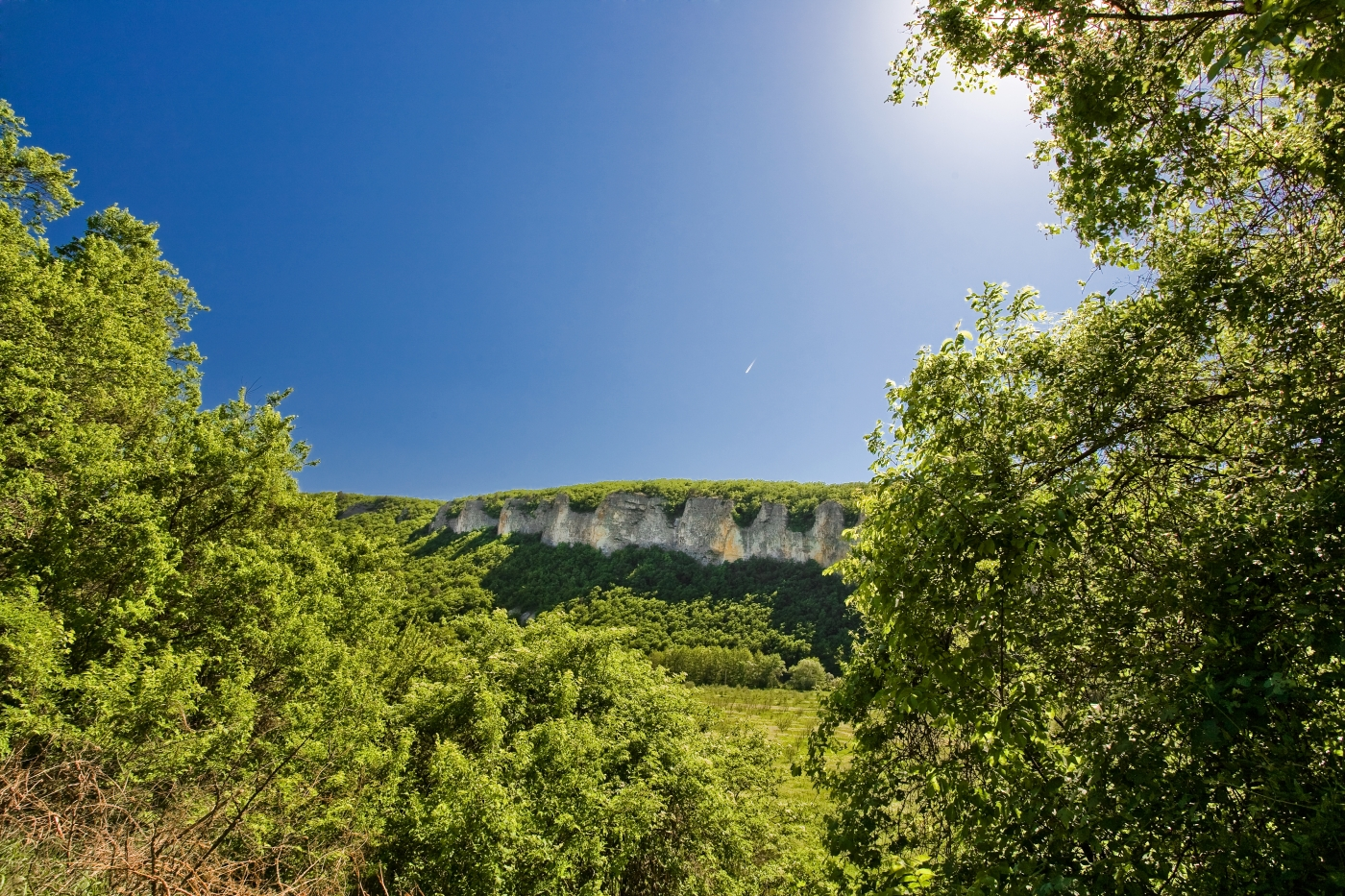
Скеля, в якій розміщена печера
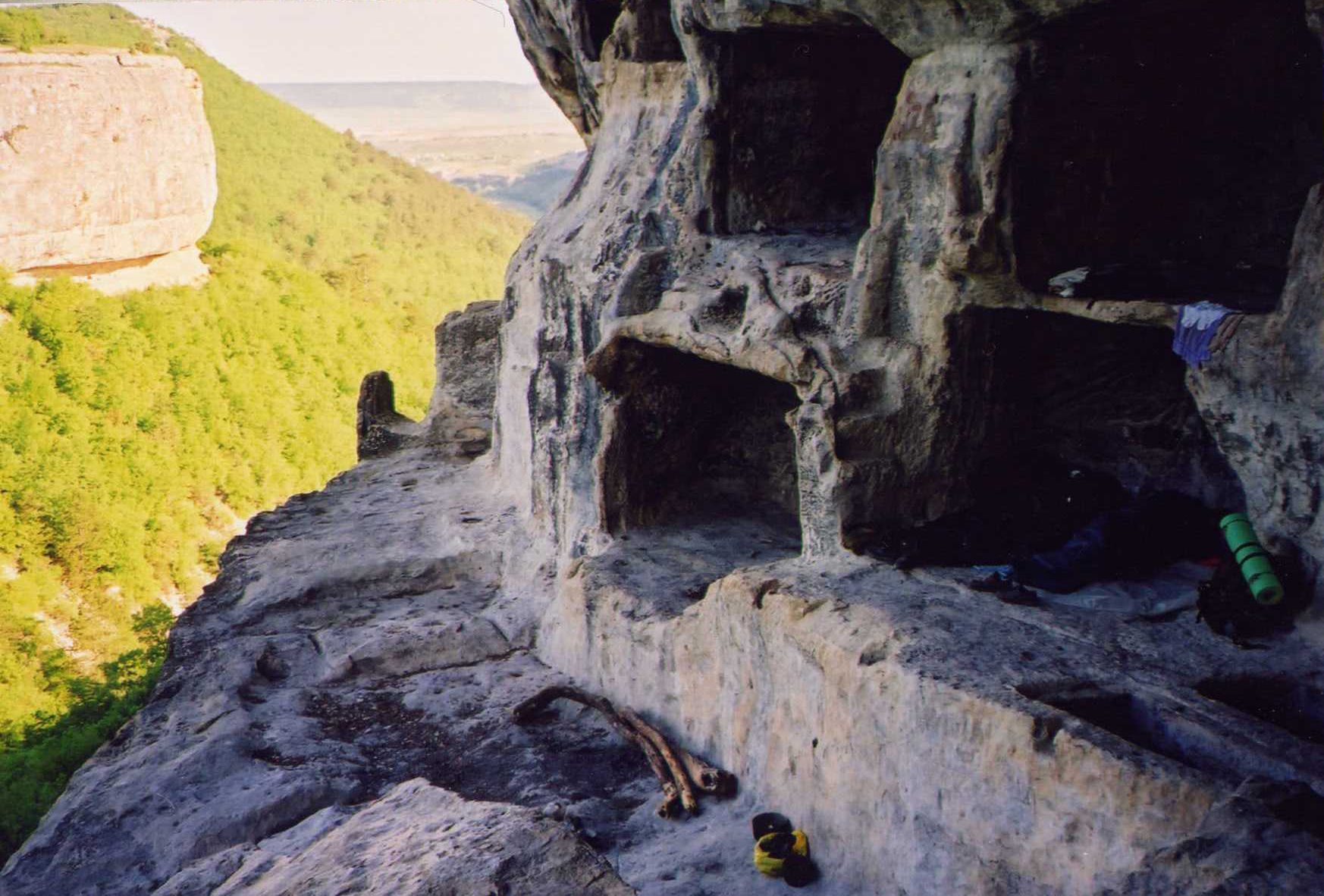
Сюренський грот
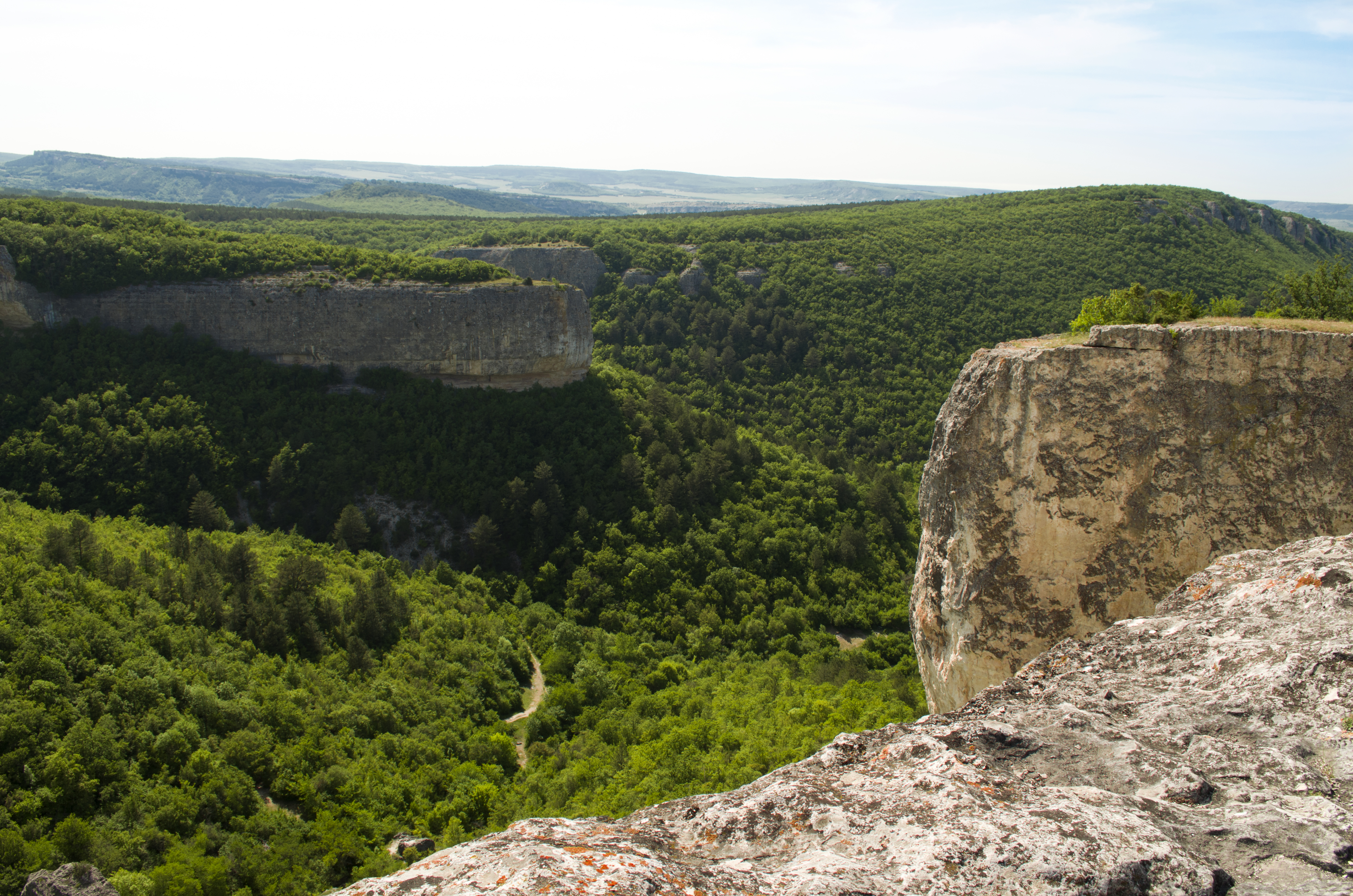
Краєвид із печери